# Dictyna vittata
Dictyna vittata är en spindelart som beskrevs av Eugen von Keyserling 1883. Dictyna vittata ingår i släktet Dictyna och familjen kardarspindlar.
Artens utbredningsområde är Peru. Inga underarter finns listade i Catalogue of Life.